# Albergo del Sole al Pantheon

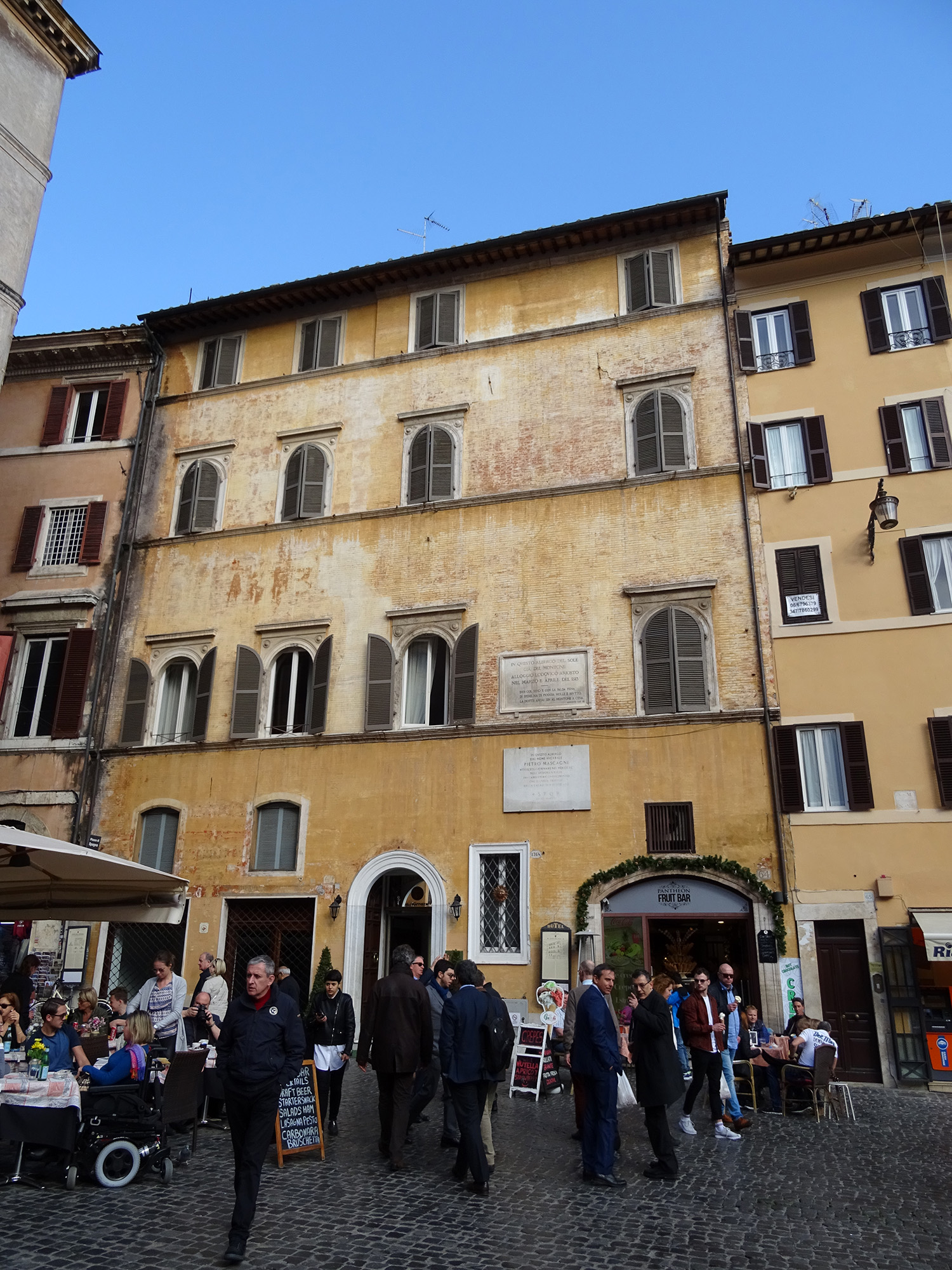
Vista do palácio na Via del Pantheon.

Albergo del Sole al Pantheon é uma antiga residência renascentista localizada na Via del Pantheon, bem na entrada da Piazza della Rotonda, no rione Colonna de Roma. 

## História
Construída no século XIV, esta residência é uma das mais antigas da cidade. As primeiras notícias sobre ela remontam ao ano de 1467, quando ela se chamava "Locanda del Montone", um nome que manteve até 1613, com a entrada na Via degli Orfani. Ali se hospedaram muitos personagens ilustres, incluindo Giuseppe Balsamo, mais conhecido como Conde de Cagliostro (preso ali em 1768 depois de ter surrado um servo e levado para a prisão no Castel Sant'Angelo), Ludovico Ariosto e Pietro Mascagni. Duas placas afixadas na fachada do edifício recordam estes dois últimos. A primeira, colocada em 1912, lembra que "Neste Albergo del Sole, antigo del Montone, se alojou Lodovico Ariosto em março e abril de 1513". A segunda, colocada pela Comuna de Roma em 1963 por ocasião do centenário do nascimento do músico relembra que "Neste Albergo de nome profético, Pietro Mascagni se hospedou em 1890 na ansiosa vigília de reconhecimento que antecipou o triunfo da Cavalaria Rusticana".
O edifício ainda hoje é um hotel. A porção renascentista do edifício é que está à direita, onde o espaço das antigas janelas foi pintado.